# Ifup
ifup (del inglés interface up, cuya traducción es levantar interfaz) es una orden del sistema operativo Unix y derivados que levanta (habilita) una interfaz de red. Se basa en las definiciones de interfaz del fichero /etc/network/interfaces.

## Sintaxis
- ifup nombre_interfaz : habilita la interfaz especificada.

## Opciones más comunes
- -a, --all influye en todas las interfaces marcadas como auto. Se accede a las interfaces según el orden en que están definidas en /etc/network/interfaces. Se pueden excluir algunas interfaces usando --exclude.
- --force fuerza la configuración de la interfaz.
- -h, --help muestra un resumen de las opciones.
- -i FICHERO, --interfaces=FICHERO lee las definiciones de interfaz desde FICHERO en lugar de desde /etc/network/interfaces.
- -e IFAZ, --exclude=IFAZ excluye una interfaz dada IFAZ de ser gestionada en una operación en la que están implicadas varias interfaces. Sólo puede recibir una cadena, la cual se supone que es un nombre de interfaz. Pueden excluirse más de una interfaz si el nombre pasado es una subcadena compartida por todos ellos (por ejemplo eth excluiría todas las interfaces Ethernet). Esta opción es útil para evitar ejecutar la orden para algunas interfaces cuando se utiliza -all.

- -n, --no-act no configura ninguna interfaz ni ejecuta ninguna orden.
- --no-mappings no ejecuta ningún mapeo.
- -V, --version muestra los derechos de autor e información sobre la versión.
- -v, --verbose muestras las órdenes conforme se van ejecutando.

## Ejemplos
Habilitar todas las interfaces definidas con auto en /etc/network/interfaces:
$ ifup -a
Habilitar interfaz eth1:
$ ifup eth1
Habilitar la interfaz física eth1 con el nombre de interfaz lógica casa:
$ ifup eth1=casa